# カリフォルニア美術大学
カリフォルニア美術大学（英語: California College of the Arts）は、アメリカ合衆国カリフォルニア州サンフランシスコ及びカリフォルニア州アラメダ郡オークランドに本部を置くアメリカ合衆国の私立大学。1907年創立、1907年大学設置。大学の略称はCCA。略称はCCA。同じカリフォルニア州に位置するカリフォルニア芸術大学(CalArts)とは同じ訳語が用いられる場合があるが、両者は別の大学組織である。
設立時の経緯からサンフランシスコ・ベイエリアと密接な繋がりを持ち、卒業生の多くが同地の企業に雇用されており、卒業生の平均給与はアメリカ西海岸の大学でもトップクラスである。ビジネスウィーク誌から「世界の優れたデザイン学校の一つ」との評価を受けるなど、長い歴史を持つ教育内容が高く評価されている。

## 歴史
1907年、カリフォルニア州で最も古い美術系の専門大学として、教育家フレデリック・メイヤーによって設立された。
ドイツ出身の家具職人であったメイヤーは渡米してフィラデルフィア美術館付属美術大学（現フィラデルフィア芸術大学）で学び、公立学校の美術教師などを経てカリフォルニア州に居を構え、サンフランシスコ・ベイエリアでのアーツ・アンド・クラフツ運動を指導した。その集大成として1907年にバークレーにカリフォルニア・ギルド・アーツ・アンド・クラフツ・スクール（School of the California Guild of Arts and Crafts、SCGAC）を創立し、初代学長を務めた。翌年、校名はカルフォルニア美術工芸学校（California School of Arts and Crafts、CSAC）に改名された。
1922年、オークランドに４エーカーの土地を購入して学生や教師らの手で開拓して新しいキャンパスを建設し、教育機関としての設備が整った。この際、学長のメイヤーは造園を担当し、それらの面影は現在でもオークランドキャンパスに点在している。1936年、カルフォルニア美術工芸大学（California College of Arts and Crafts、CCAC）に改名、2003年に現在のカリフォルニア美術大学（California College of the Arts、CCA）に変更されるまで長らく定着した。1944年、第二次世界大戦中に創設者であるメイヤーが職人を引退すると同時に学長職を退き、大学は彼の教え子達に託された。
大戦後の復興期に学生が急増した事も手伝って大学の運営方針は大幅に改革され、映画学科やインテリアデザイン、ウッドデザインなどそれまでに無かった専攻の増設も進められた。一連の改革はCCAが持つ多様な教育課程の源流となり、各専攻から優れた人材を輩出している。現在では建築、絵画、彫刻、工芸など伝統的な専攻から、アニメーションやイラストレーション、映画やコミュニティアートなど新しい分野にまで幅広い教育分野が用意されている。特に陶芸の分野ではピーター・ヴォーコスらアメリカの現代陶芸を主導した人物を輩出している。

## その他
大学内にwattisと呼ばれる、展示・公演スペースを有している。また大阪芸術大学とも提携している。